# Виллер-ле-Люксёй
Вилле́р-ле-Люксёй (фр. Villers-lès-Luxeuil) — коммуна во Франции, находится в регионе Франш-Конте. Департамент — Верхняя Сона. Входит в состав кантона Со. Округ коммуны — Люр.
Код INSEE коммуны — 70564.

## География
Коммуна расположена приблизительно в 320 км к востоку от Парижа, в 65 км севернее Безансона, в 20 км к северо-востоку от Везуля.

## Население
Население коммуны на 2010 год составляло 342 человека.
| 1962 | 1968 | 1975 | 1982 | 1990 | 1999 | 2010 |
| ---- | ---- | ---- | ---- | ---- | ---- | ---- |
| 178  | 187  | 202  | 212  | 240  | 308  | 342  |

## Администрация
| Период | Период | Фамилия         | Партия                  | Примечания                       |
| ------ | ------ | --------------- | ----------------------- | -------------------------------- |
| 2001   | 2005   | Жан-Мари Шансон |                         |                                  |
| 2005   | 2014   | Мишель Вейерман | Социалистическая партия | член генерального совета кантона |

## Экономика

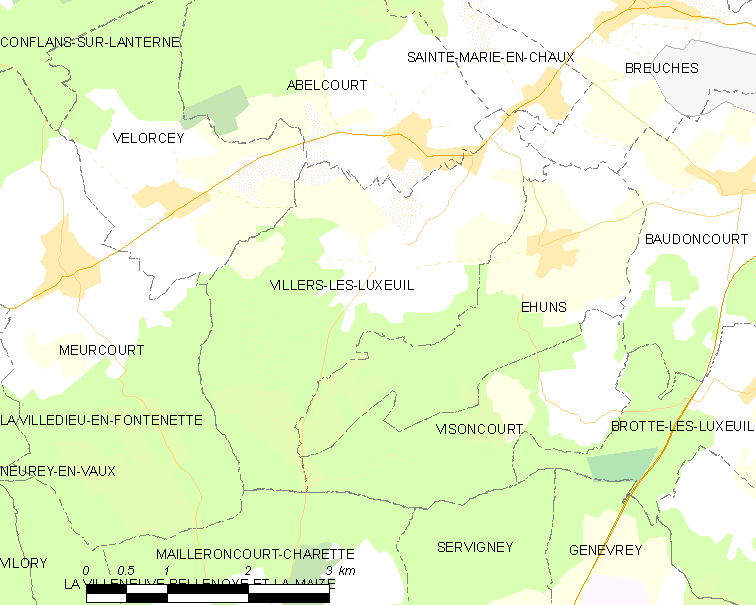
Карта коммуны

В 2010 году среди 215 человек трудоспособного возраста (15—64 лет) 166 были экономически активными, 49 — неактивными (показатель активности — 77,2 %, в 1999 году было 73,9 %). Из 166 активных жителей работали 154 человека (83 мужчины и 71 женщина), безработных было 12 (5 мужчин и 7 женщин). Среди 49 неактивных 21 человек были учениками или студентами, 14 — пенсионерами, 14 были неактивными по другим причинам.

## Достопримечательности
- Церковь Св. Петра (1767 год). Исторический памятник с 1995 года[3]